# Grand Prix automobile des Pays-Bas 1958
GP précédent GP suivant
Le Grand Prix des Pays-Bas 1958 (VII Grote Prijs van Nederland), disputé sur le circuit de Zandvoort le 26 mai 1958, est la soixante-septième épreuve du championnat du monde de Formule 1 courue depuis 1950 et la troisième manche du championnat 1958.

## Contexte avant le Grand Prix

### Le championnat du monde
Mise en place en 1954, la réglementation F1 2,5 litres (moteur 2 500 cm3 atmosphérique ou 750 cm3 suralimenté) a connu une évolution importante pour la saison 1958, avec l'imposition du carburant de type 'Avgas', généralement utilisé dans l'aviation. Les moteurs de course, auparavant alimentés par des carburants libres à base de méthanol et de nitrométhane, ont dû être adaptés au cours de l'hiver 1957-1958 ; la perte de puissance par rapport à la saison précédente est de l'ordre d'une vingtaine de chevaux pour les moteurs les plus puissants.
D'autre part, la longueur maximale des épreuves mondiales (hormis les 500 miles d'Indianapolis qui se courent sous la réglementation américaine, inchangée) a été ramenée de cinq cents à trois cents kilomètres, leur durée ne pouvant excéder trois heures. Le moindre besoin en carburant a permis aux constructeurs de concevoir des monoplaces plus petites, avec réservoirs réduits.
L’un des événements de ce début de saison est la semi-retraite du quintuple champion du monde Juan Manuel Fangio, qui a renoncé à remettre son titre en jeu et n’apparaîtra plus qu'épisodiquement en course. Les deux premières épreuves mondiales, disputées sur des circuits sinueux,  ont consacré les petites Cooper à moteur central arrière, face aux monoplaces traditionnelles, nettement plus puissantes. Ces dernières devraient logiquement reprendre l'avantage avec le retour aux circuits traditionnels.

### Le circuit

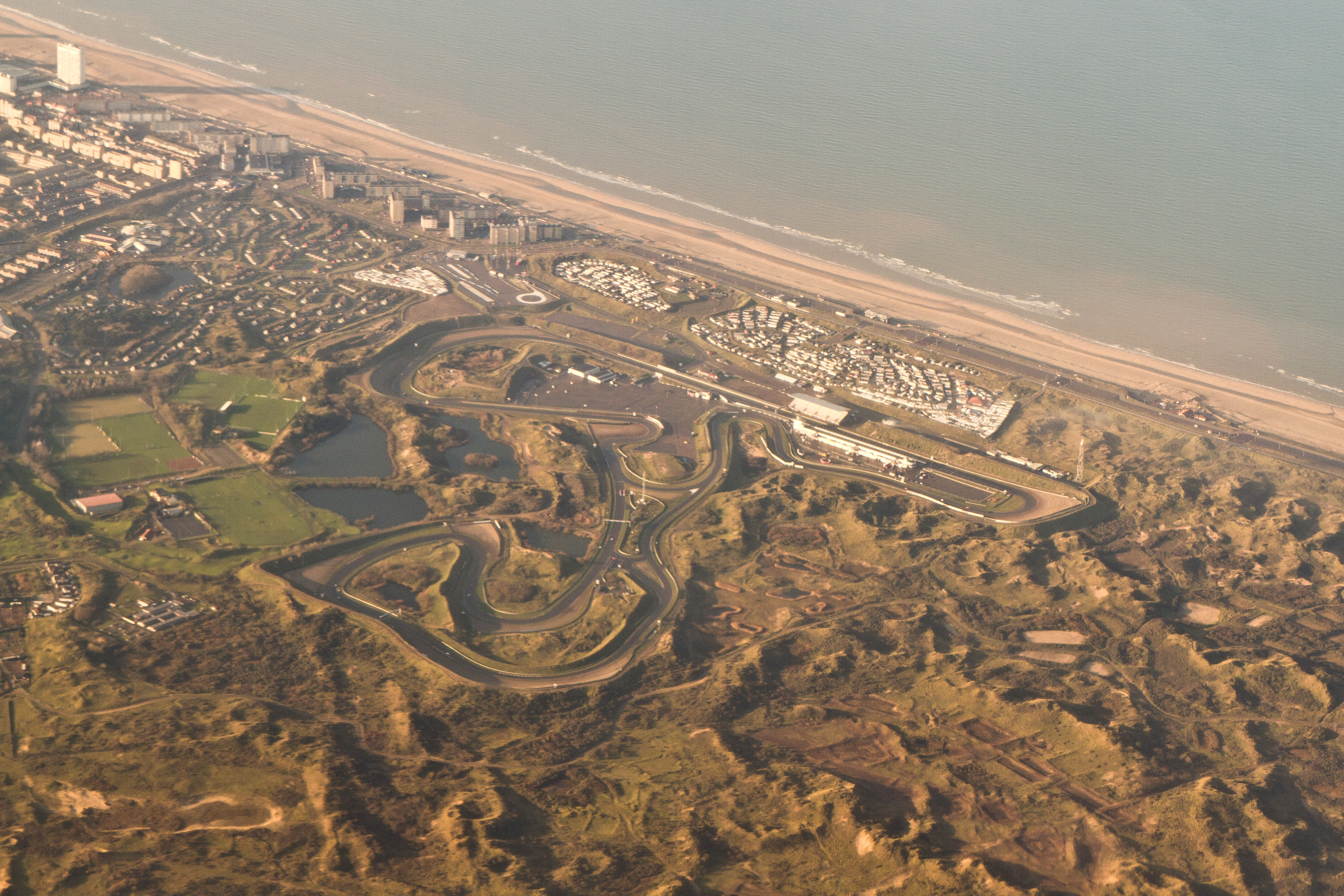
Le circuit de Zandvoort, quelques kilomètres à l'ouest d'Haarlem.

Créé en 1948, le circuit permanent de Zandvoort est situé en Hollande-Septentrionale, non loin d'Haarlem. Exposé au vent car bordant la mer et tracé dans les dunes, il se caractérise par la présence habituelle de sable, néfaste au bon fonctionnement des moteurs et rendant les conditions d’adhérence très changeantes. Le record de la piste est détenu depuis 1955 par l'Argentin Roberto Mieres, auteur d'un tour à 149,6 km/h de moyenne au volant de sa Maserati.

## Monoplaces en lice
- Ferrari Dino 246 "Usine"

- Ferrari Dino 246 "Usine"

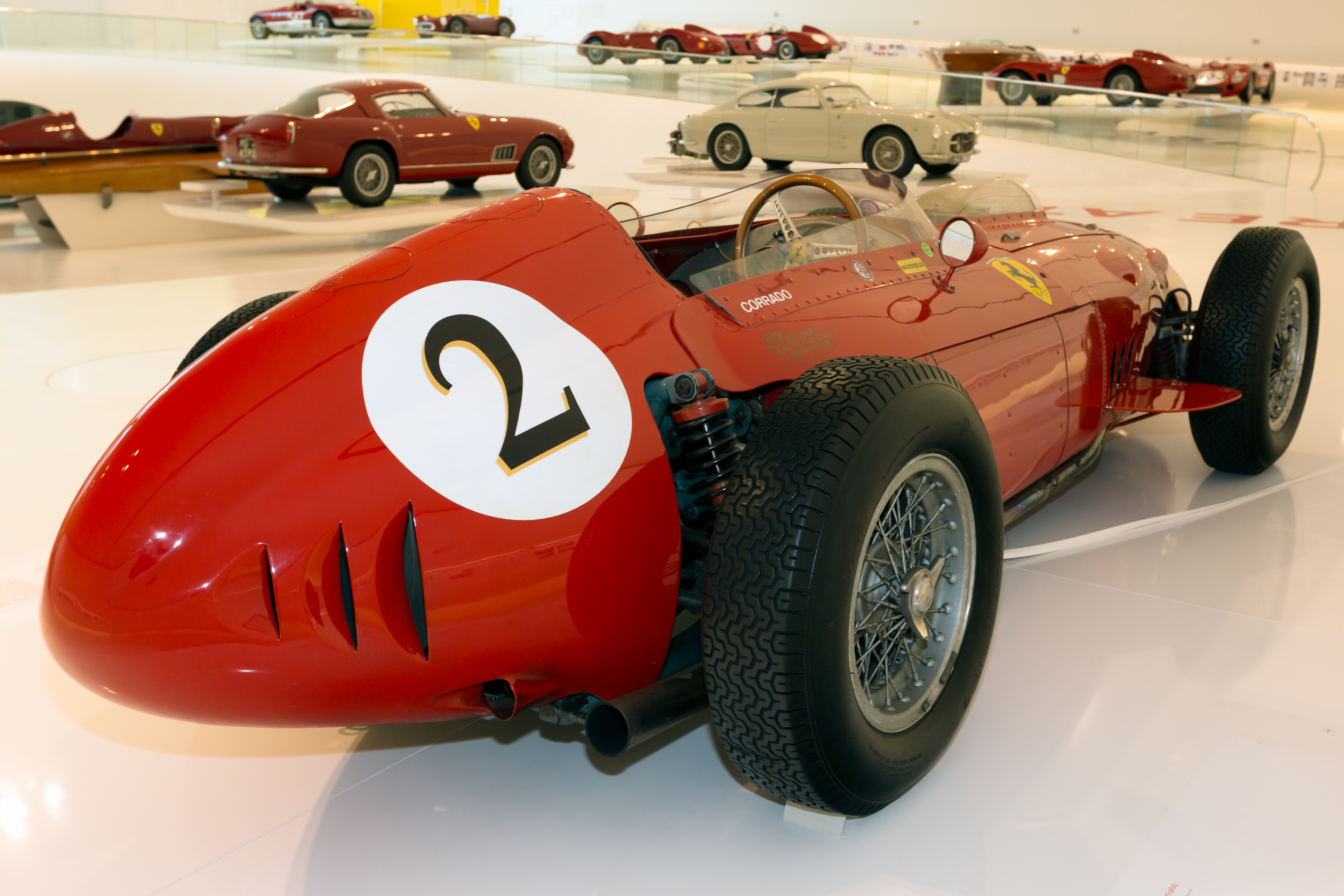
La Ferrari Dino 246, la plus puissante des F1 de 1958.

La Scuderia Ferrari a engagé trois Dino 246 à moteur V6 pour Luigi Musso, Peter Collins et Mike Hawthorn. Avec leurs 290 chevaux à 8 500 tr/min, ces monoplaces de 650 kg sont les plus puissantes du plateau, mais se révèlent moins agiles que leurs concurrentes anglaises, plus légères.
- Vanwall VW "Usine"

Si l'adaptation de leur moteur quatre cylindres au carburant aviation a ramené leur puissance de 290 à 270 chevaux à 7 500 tr/min, les Vanwall restent néanmoins très compétitives avec pour principaux atouts une excellente tenue de route, un freinage (à disques) très efficace et une aérodynamique très poussée leur assurant une bonne vitesse de pointe. Comme à Monaco, l'équipe de Tony Vandervell dispose de trois voitures pour Stirling Moss, Tony Brooks et Stuart Lewis-Evans.
- BRM P25 "Usine"

L'équipe de Bourne a engagé deux P25 (550 kg, moteur quatre cylindres en ligne, environ 250 chevaux, soit vingt de moins que la saison précédente avec carburant libre) pour Jean Behra et Harry Schell. Moins puissantes que les Ferrari et les Vanwall, ces monoplaces sont cependant plus légères et se révèlent très maniables, affichant des performances proches de leurs rivales sur les circuits sinueux.
- Cooper T45 "Usine"

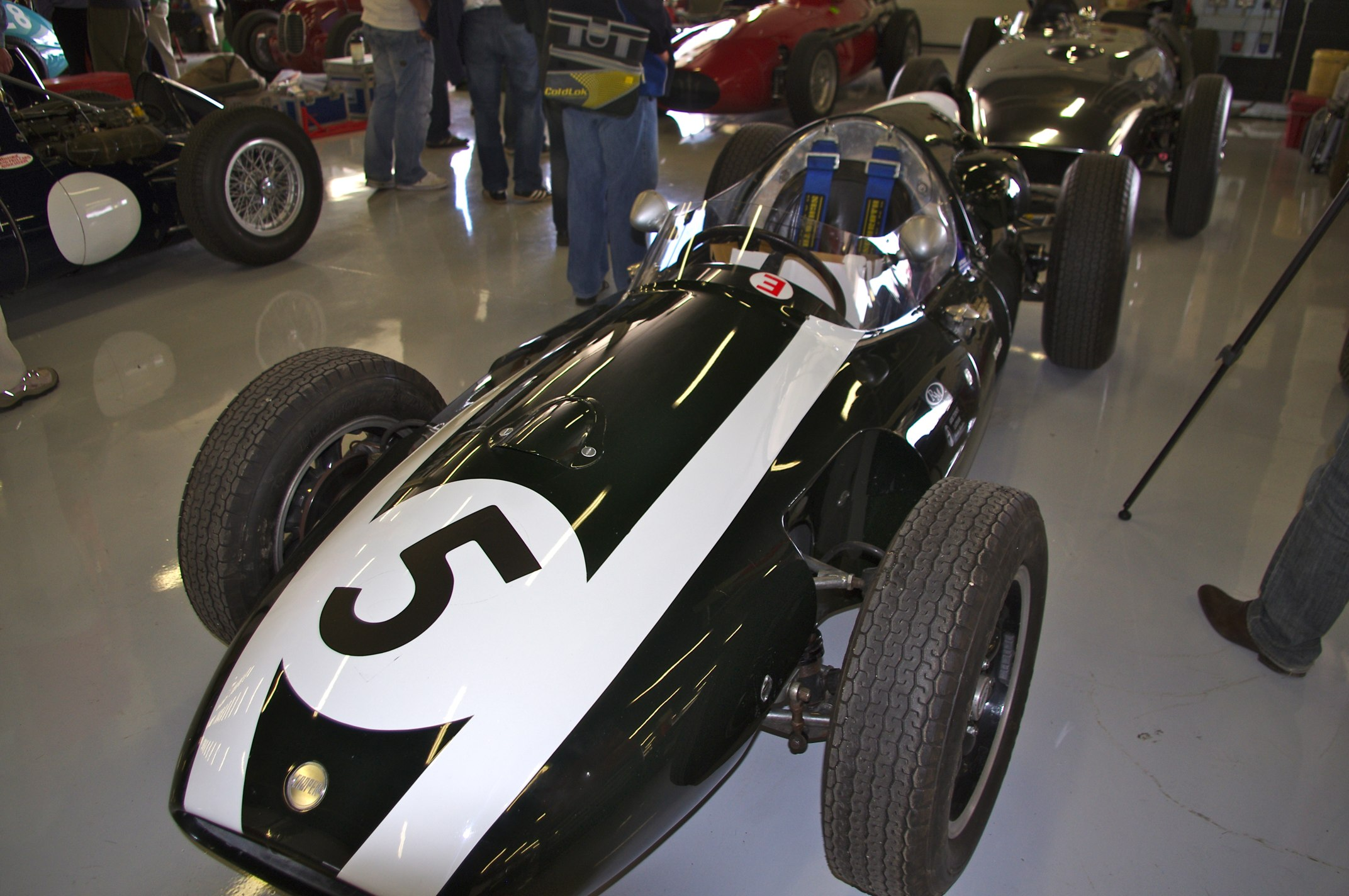
Une Cooper T45, à moteur central arrière.

John Cooper aligne deux T45 (dérivées de la T43 conçue pour la formule 2). Ces petites monoplaces à moteur central arrière sont équipées de la dernière évolution du moteur quatre cylindres Coventry Climax FPF (2200 cm3, 194 chevaux à 6250 tr/min). Pesant moins de 500 kg, elles bénéficient d'un rapport poids/puissance intéressant. Elles sont confiées à Jack Brabham et Roy Salvadori, qui sont épaulés par Maurice Trintignant au volant de la T45 de Rob Walker, dotée de la version deux litres du moteur Climax FPF (176 chevaux).
- Lotus 12 "Usine"

Comme à Monaco, Colin Chapman a engagé deux Lotus 12 pour Cliff Allison et Graham Hill. Tout comme les Cooper, les ultra-légères Lotus utilisent le moteur Climax FPF, mais en disposition classique (moteur à l'avant). Allison bénéficie désormais de la dernière version 2200 cm3 (194 chevaux), pas encore disponible pour Hill dont la voiture est toujours équipée du FPF en version deux litres (176 chevaux). 
- Maserati 250F

Le constructeur de Modène vient de se retirer officiellement de la scène des grands prix, mais reste néanmoins présents grâce aux nombreux pilotes privés représentant la marque. Trois 250F (moteur six cylindres, 270 chevaux) sont présentes à Zandvoort, aux mains de 
Giorgio Scarlatti, Joakim Bonnier et Masten Gregory.
- Porsche RSK

Engagé à titre privé, l'aristocrate néerlandais Carel Godin de Beaufort pilote sa Porsche 718 RSK personnelle, sous les couleurs de l'écurie Maarsbergen. C'est avec cette même voiture (une sport assimilée à une formule 2) qu'il avait disputé le Grand Prix d'Allemagne l'année précédente.

## Coureurs inscrits
| no | Pilote                  | Écurie                   | Constructeur | Modèle           | Moteur             | Pneumatiques |
| -- | ----------------------- | ------------------------ | ------------ | ---------------- | ------------------ | ------------ |
| 1  | Stirling Moss           | Vandervell Products      | Vanwall      | Vanwall VW10     | Vanwall L4         | D            |
| 2  | Tony Brooks             | Vandervell Products      | Vanwall      | Vanwall VW7      | Vanwall L4         | D            |
| 3  | Stuart Lewis-Evans      | Vandervell Products      | Vanwall      | Vanwall VW5      | Vanwall L4         | D            |
| 4  | Peter Collins           | Scuderia Ferrari         | Ferrari      | Ferrari Dino 246 | Ferrari V6         | E            |
| 5  | Mike Hawthorn           | Scuderia Ferrari         | Ferrari      | Ferrari Dino 246 | Ferrari V6         | E            |
| 6  | Luigi Musso             | Scuderia Ferrari         | Ferrari      | Ferrari Dino 246 | Ferrari V6         | E            |
| 7  | Roy Salvadori           | Cooper Car Company       | Cooper       | Cooper T45       | Coventry Climax L4 | D            |
| 8  | Jack Brabham            | Cooper Car Company       | Cooper       | Cooper T45       | Coventry Climax L4 | D            |
| 9  | Maurice Trintignant     | Rob Walker Racing Team   | Cooper       | Cooper T45       | Coventry Climax L4 | D            |
| 10 | Giorgio Scarlatti       | Privé                    | Maserati     | Maserati 250F    | Maserati L6        | P            |
| 11 | Joakim Bonnier          | Privé                    | Maserati     | Maserati 250F    | Maserati L6        | P            |
| 12 | Masten Gregory          | Scuderia Centro Sud      | Maserati     | Maserati 250F    | Maserati L6        | D            |
| 14 | Jean Behra              | Owen Racing Organisation | BRM          | BRM P25          | BRM L4             | D            |
| 15 | Harry Schell            | Owen Racing Organisation | BRM          | BRM P25          | BRM L4             | D            |
| 16 | Graham Hill             | Team Lotus               | Lotus        | Lotus 12         | Coventry Climax L4 | D            |
| 17 | Cliff Allison           | Team Lotus               | Lotus        | Lotus 12         | Coventry Climax L4 | D            |
| 18 | Carel Godin de Beaufort | Ecurie Maarsbergen       | Porsche      | Porsche RSK      | Porsche F4         | D            |

## Qualifications

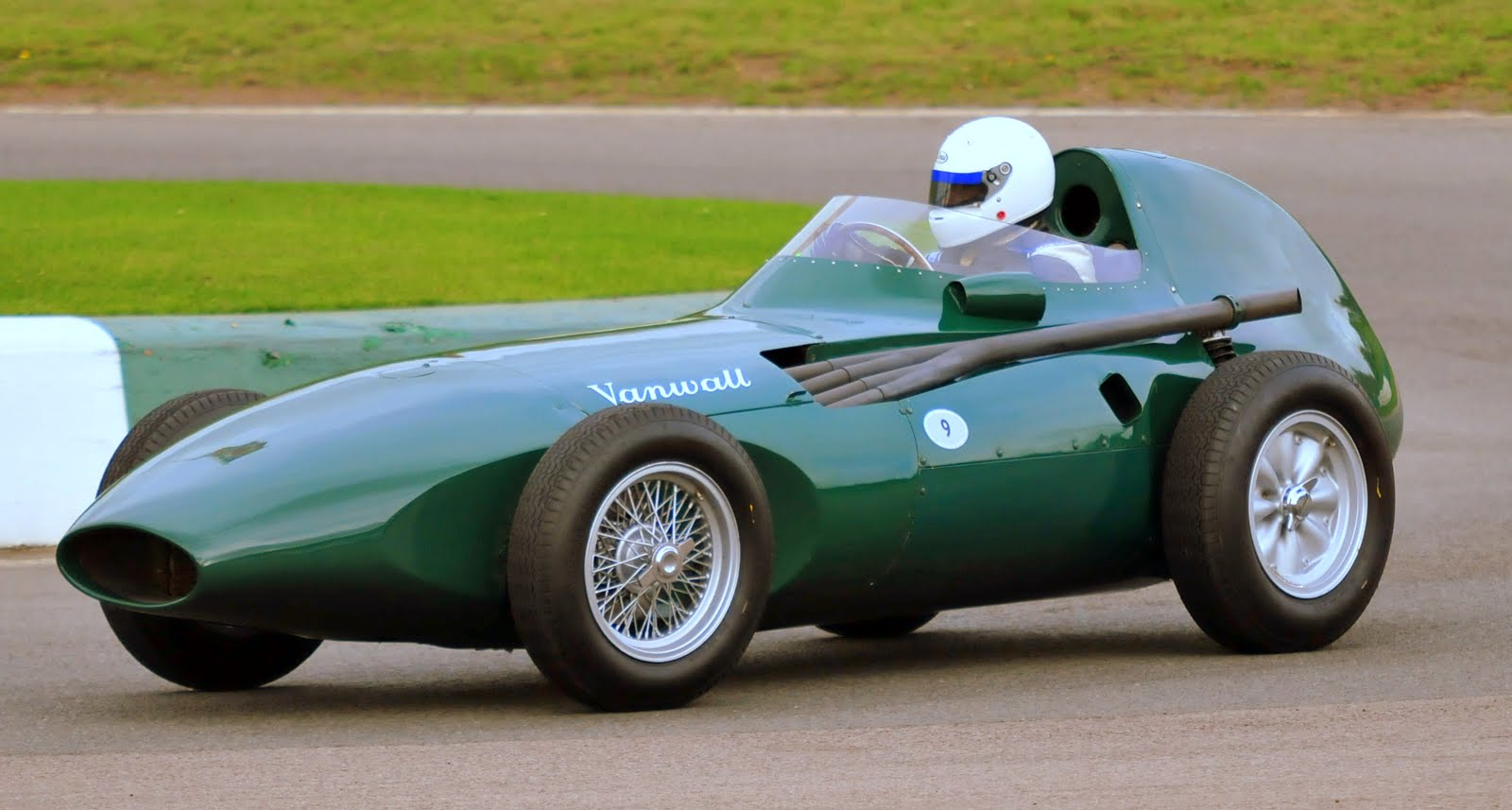
Les Vanwall ont nettement dominé les séances de qualification.

Les séances d'essais qualificatifs ont lieu les samedi et dimanche précédant la course. Le samedi matin, les Vanwall de Stirling Moss et Tony Brooks survolent les débats, Moss accomplissant un tour en 1 min 38 s en fin de matinée, une seconde plus vite que son coéquipier qui découvre le circuit. Ils précèdent la BRM d'Harry Schell et la Ferrari de Mike Hawthorn, ce dernier se plaignant amèrement de la tenue de route de sa monoplace sur ce circuit.
Satisfaits de leur première session, les pilotes Vanwall ne prennent pas la piste l'après-midi, contrairement à leurs concurrents qui tournent assidûment, mais ne parviennent pas à s'approcher du temps de Moss. À la fin de la journée, moins de deux secondes séparent les neuf premiers. Malgré la performance correcte 'arrachée' par Hawthorn le matin, les Ferrari se sont montrées décevantes, aux prises avec un fort sous-virage et surclassées par les Vanwall et les BRM. « Elles sous-viraient de façon incroyable dans les épingles à cheveux, on n'arrivait pas à les prendre et si on y arrivait, un survirage violent se produisait alors. » dira Hawthorn dans ses mémoires.
Pour la dernière séance, le dimanche après-midi, les trois Vanwall sont en piste ; elles vont à nouveau dominer leurs concurrentes et monopoliser la première ligne de la grille de départ, emmenées par Stuart Lewis-Evans qui s'octroie la pole position à la moyenne de 155,5 km/h. Derrière, la lutte est très serrée et à la fin de cette session de deux heures, les treize monoplaces officielles se tiennent en moins de deux secondes, bien loin devant les quatre pilotes privés relégués en fond de grille.
| Pos. | Pilote                  | Écurie        | Temps        | Écart   |
| ---- | ----------------------- | ------------- | ------------ | ------- |
| 1    | Stuart Lewis-Evans      | Vanwall       | 1 min 37 s 1 |         |
| 2    | Stirling Moss           | Vanwall       | 1 min 38 s 0 | + 0 s 9 |
| 3    | Tony Brooks             | Vanwall       | 1 min 38 s 1 | + 1 s 0 |
| 4    | Jean Behra              | BRM           | 1 min 38 s 4 | + 1 s 3 |
| 5    | Jack Brabham            | Cooper-Climax | 1 min 38 s 5 | + 1 s 4 |
| 6    | Mike Hawthorn           | Ferrari       | 1 min 39 s 1 | + 2 s 0 |
| 7    | Harry Schell            | BRM           | 1 min 39 s 2 | + 2 s 1 |
| 8    | Maurice Trintignant     | Cooper-Climax | 1 min 39 s 2 | + 2 s 1 |
| 9    | Roy Salvadori           | Cooper-Climax | 1 min 39 s 2 | + 2 s 1 |
| 10   | Peter Collins           | Ferrari       | 1 min 39 s 3 | + 2 s 2 |
| 11   | Cliff Allison           | Lotus-Climax  | 1 min 39 s 4 | + 2 s 3 |
| 12   | Luigi Musso             | Ferrari       | 1 min 39 s 5 | + 2 s 4 |
| 13   | Graham Hill             | Lotus-Climax  | 1 min 39 s 8 | + 2 s 7 |
| 14   | Masten Gregory          | Maserati      | 1 min 42 s 0 | + 4 s 9 |
| 15   | Joakim Bonnier          | Maserati      | 1 min 42 s 3 | + 5 s 2 |
| 16   | Giorgio Scarlatti       | Maserati      | 1 min 44 s 6 | + 7 s 5 |
| 17   | Carel Godin de Beaufort | Porsche       | 1 min 46 s 7 | + 9 s 6 |

## Grille de départ du Grand Prix
| 1re ligne | Pos. 3                          |                               | Pos. 2                        |                               | Pos. 1                           |
|           | Brooks Vanwall 1 min 38 s 1     |                               | Moss Vanwall 1 min 38 s 0     |                               | Lewis-Evans Vanwall 1 min 37 s 1 |
| 2e ligne  |                                 | Pos. 5                        |                               | Pos. 4                        |                                  |
|           |                                 | Brabham Cooper 1 min 38 s 5   |                               | Behra BRM 1 min 38 s 4        |                                  |
| 3e ligne  | Pos. 8                          |                               | Pos. 7                        |                               | Pos. 6                           |
|           | Trintignant Cooper 1 min 39 s 2 |                               | Schell BRM 1 min 39 s 2       |                               | Hawthorn Ferrari 1 min 39 s 1    |
| 4e ligne  |                                 | Pos. 10                       |                               | Pos. 9                        |                                  |
|           |                                 | Collins Ferrari 1 min 39 s 3  |                               | Salvadori Cooper 1 min 39 s 2 |                                  |
| 5e ligne  | Pos. 13                         |                               | Pos. 12                       |                               | Pos. 11                          |
|           | G. Hill Lotus 1 min 39 s 8      |                               | Musso Ferrari 1 min 39 s 5    |                               | Allison Lotus 1 min 39 s 4       |
| 6e ligne  |                                 | Pos. 15                       |                               | Pos. 14                       |                                  |
|           |                                 | Bonnier Maserati 1 min 42 s 3 |                               | Gregory Maserati 1 min 42 s 0 |                                  |
| 7e ligne  |                                 |                               | Pos. 17                       |                               | Pos. 16                          |
|           |                                 |                               | Beaufort Porsche 1 min 46 s 7 |                               | Scarlatti Maserati 1 min 44 s 6  |

## Déroulement de la course

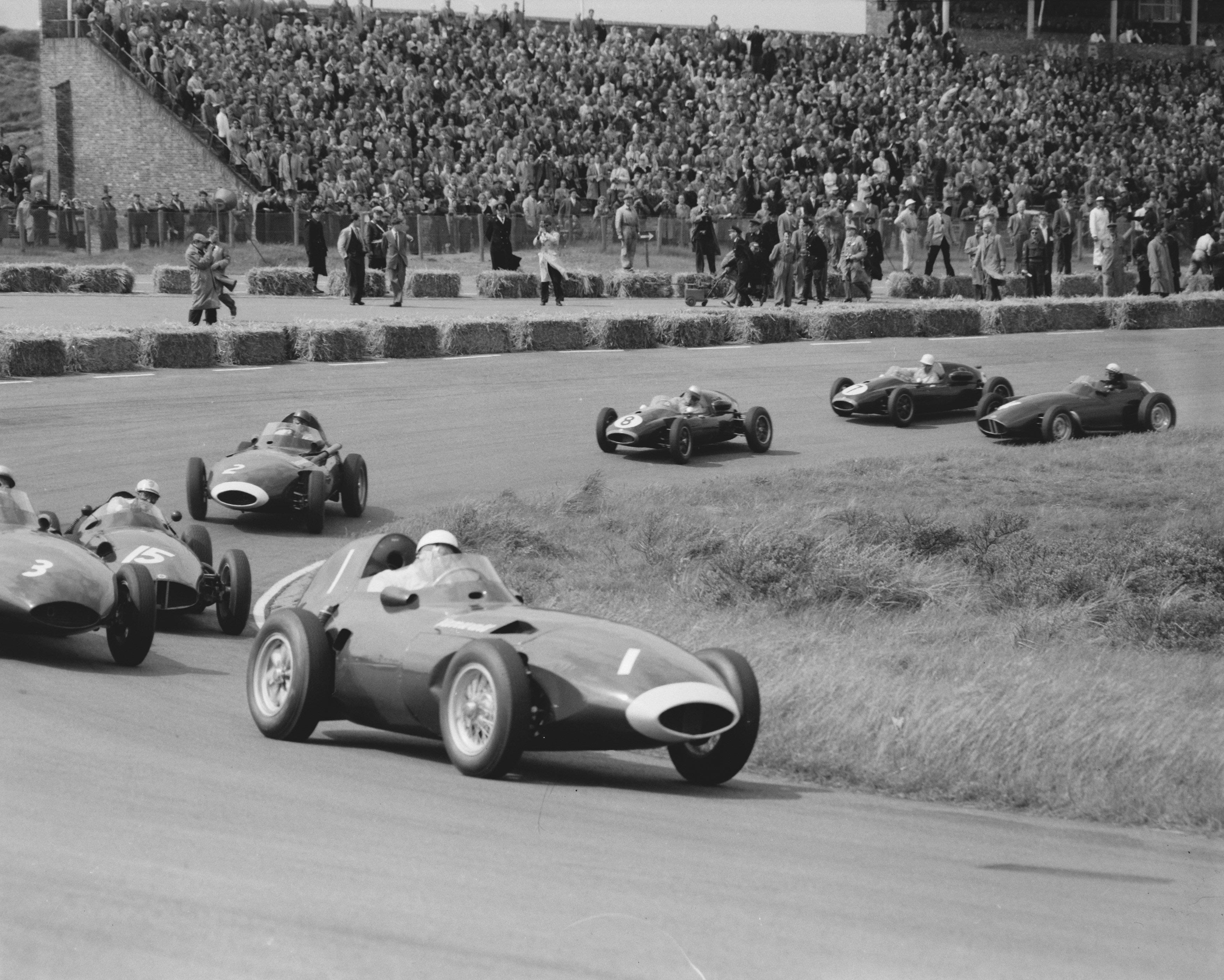
Les Vanwall de Moss et Lewis-Evans devant la BRM de Schell, peu après le départ.

Le départ est donné le lundi après-midi, sous un ciel couvert et par vent assez fort, devant quarante mille spectateurs. Du centre de la première ligne, Stirling Moss effectue un superbe envol au volant de sa Vanwall et aborde le virage de Tarzan avec une bonne longueur d’avance sur ses coéquipiers Stuart Lewis-Evans et Tony Brooks. Très bien parti depuis la troisième ligne, Harry Schell pointe le nez de sa BRM en quatrième position, le reste du peloton étant très groupé derrière. S'ensuit alors une légère bousculade, dont Schell profite pour s'emparer de la troisième place au détriment de Brooks qui s'est fait percuter par l'arrière. Au premier passage devant les tribunes, Moss possède déjà une confortable avance sur Lewis-Evans et Schell. Brooks, quatrième, est légèrement détaché et ne semble pas confiant dans le comportement de sa voiture après le choc subi. Viennent ensuite la BRM de Jean Behra et les deux Cooper de Jack Brabham et Roy Salvadori, la première Ferrari, aux mains de Mike Hawthorn, n'apparaissant qu'en huitième position. Au cours du second tour, alors que Moss accentue son avance sur ses poursuivants directs, Salvadori passe successivement Brabham et Behra et débouche dans la ligne droite en cinquième position, juste derrière Brooks qui s'engouffre dans les stands pour faire examiner sa voiture. Il repartira loin derrière, ayant perdu toute chance de bien figurer. Moss augmente sans cesse son avance, tandis que Schell se maintient en troisième position à quelques longueurs de Lewis-Evans. Après dix tours, l'écart entre les deux Vanwall de tête est déjà de sept secondes, Schell étant deux secondes plus loin. Salvadori roule isolé en quatrième position, tandis qu'Hawthorn, qui tire le maximum d'une Ferrari au comportement rétif, est parvenu à se hisser à la cinquième place devant Behra. Schell passe à l'attaque et se rapproche rapidement de Lewis-Evans, qu'il déborde au début du douzième tour. Maintenant second, il ne parvient cependant pas à menacer Moss, qui continue à se montrer le plus rapide en piste, améliorant constamment ses temps. Après un début de course relativement prudent, Behra commence à hausser le rythme et au quinzième tour reprend l'avantage sur Hawthorn. Il se rapproche alors rapidement de Salvadori ; six tours suffisent à effectuer la jonction avec la petite Cooper, qui est débordée aussitôt. Salvadori va toutefois parvenir à se maintenir dans le sillage de la BRM de Behra, qui ne parvient pas à revenir sur Lewis-Evans. Après trente tours, Moss s'est mis hors de portée de ses poursuivants et compte plus de quarante secondes d'avance sur Schell et plus de cinquante sur Lewis-Evans. Behra et Salvadori sont à plus de dix secondes derrière, Hawthorn, sixième étant beaucoup plus loin.
Les positions en tête vont rester inchangées, Moss contrôlant parfaitement la situation. Seul l'abandon de Lewis-Evans, moteur cassé au quarante-septième tour, va apporter une modification au classement, permettant à Behra d'accéder à la troisième place. L'épreuve s'achève sur une éclatante victoire de Moss, qui a amélioré le record de la piste dans son avant-dernier tour, devant les deux BRM de Schell et Behra et la Cooper de Salvadori. Les monoplaces britanniques ont nettement dominé les Ferrari, en grande difficulté sur ce tracé. Seulement cinquième à l’arrivée et très mécontent du comportement de sa monoplace, Hawthorn s'empressa aussitôt la ligne franchie de prendre à partie le directeur sportif de la Scuderia, Romolo Tavoni, déclarant que ses voitures étaient 'quasi nulles' !

### Classements intermédiaires
Classements intermédiaires des monoplaces aux premier, troisième, cinquième, dixième, quinzième, trentième, quarantième et cinquantième tours.

### Classement de la course

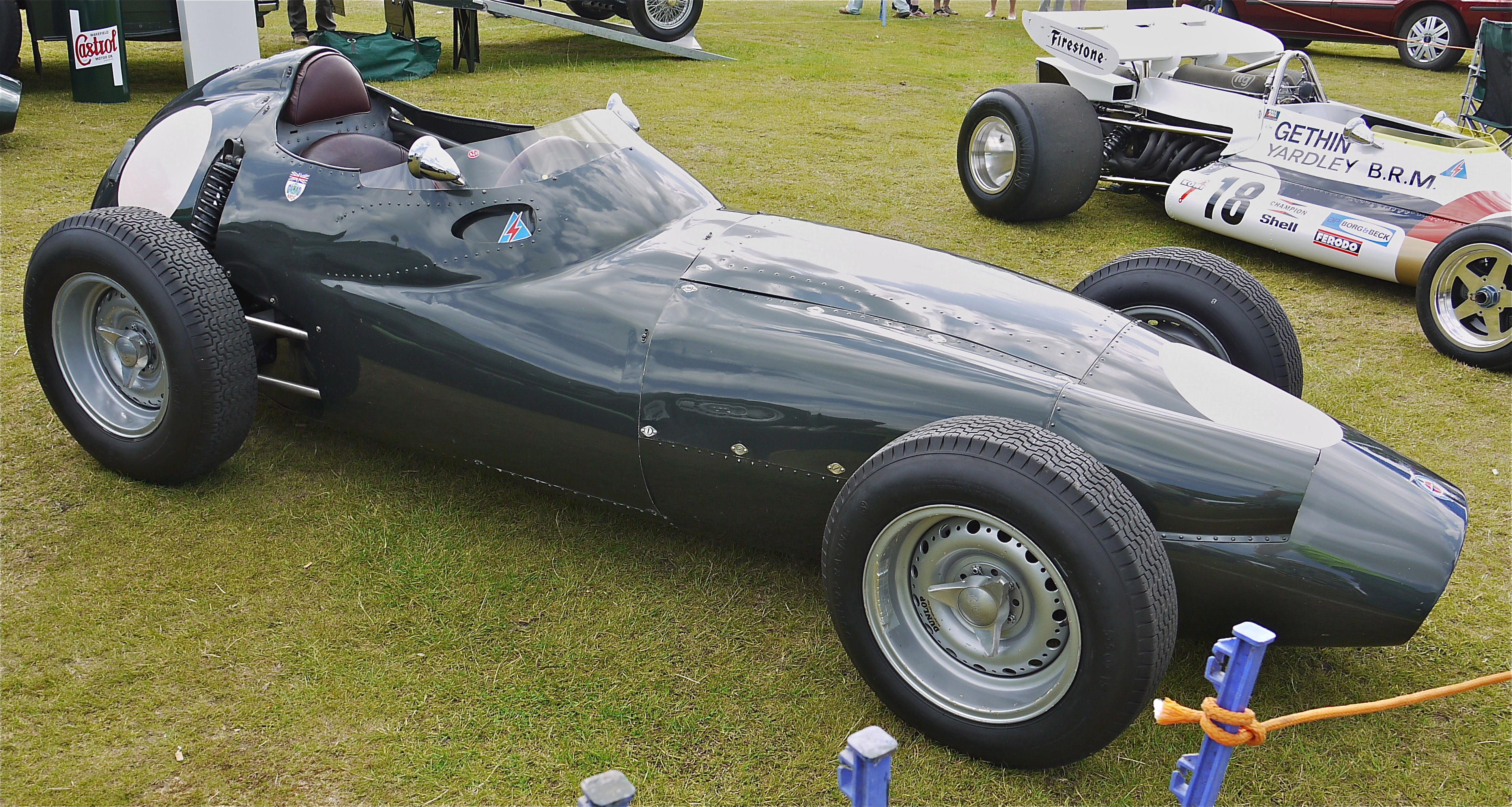
Les BRM P25 s'attribuent les seconde et troisième places ; c'est à ce jour le meilleur résultat de l'équipe britannique en championnat du monde.

| Pos  | No | Pilote                  | Écurie        | Tours | Temps/Abandon     | Grille | Points |
| ---- | -- | ----------------------- | ------------- | ----- | ----------------- | ------ | ------ |
| 1    | 1  | Stirling Moss           | Vanwall       | 75    | 2 h 04 min 49 s 2 | 2      | 9      |
| 2    | 15 | Harry Schell            | BRM           | 75    | + 47 s 9          | 7      | 6      |
| 3    | 14 | Jean Behra              | BRM           | 75    | + 1 min 42 s 3    | 4      | 4      |
| 4    | 7  | Roy Salvadori           | Cooper-Climax | 74    | + 1 tour          | 9      | 3      |
| 5    | 5  | Mike Hawthorn           | Ferrari       | 74    | + 1 tour          | 6      | 2      |
| 6    | 17 | Cliff Allison           | Lotus-Climax  | 73    | + 2 tours         | 11     |        |
| 7    | 6  | Luigi Musso             | Ferrari       | 73    | + 2 tours         | 12     |        |
| 8    | 8  | Jack Brabham            | Cooper-Climax | 73    | + 2 tours         | 5      |        |
| 9    | 9  | Maurice Trintignant     | Cooper-Climax | 72    | + 3 tours         | 8      |        |
| 10   | 11 | Joakim Bonnier          | Maserati      | 71    | + 4 tours         | 15     |        |
| 11   | 18 | Carel Godin de Beaufort | Porsche       | 69    | + 6 tours         | 17     |        |
| Abd. | 10 | Giorgio Scarlatti       | Maserati      | 52    | Transmission      | 16     |        |
| Abd. | 3  | Stuart Lewis-Evans      | Vanwall       | 46    | Moteur            | 1      |        |
| Abd. | 16 | Graham Hill             | Lotus-Climax  | 40    | Surchauffe moteur | 13     |        |
| Abd. | 4  | Peter Collins           | Ferrari       | 32    | Boîte de vitesses | 10     |        |
| Abd. | 12 | Masten Gregory          | Maserati      | 16    | Pompe à essence   | 14     |        |
| Abd. | 2  | Tony Brooks             | Vanwall       | 13    | Transmission      | 3      |        |

### Pole position et record du tour
- Pole position :  Stuart Lewis-Evans en 1 min 37 s 1 (vitesse moyenne : 155,456 km/h). Temps réalisé lors de la séance d'essais du dimanche 25 mai[3].
- Meilleur tour en course :  Stirling Moss en 1 min 37 s 6 au soixante-quatorzième tour[2] (vitesse moyenne : 154,660 km/h).

### Tours en tête
- Stirling Moss : 75 tours (1-75)

## Classement général à l'issue de la course
- Attribution des points : 8, 6, 4, 3, 2 respectivement aux cinq premiers de chaque épreuve et 1 point supplémentaire pour le pilote ayant accompli le meilleur tour en course (signalé par un astérisque).
- Pour la coupe des constructeurs, même barème mais seule la voiture la mieux classée de chaque équipe inscrit des points. Le point du meilleur tour en course n'est pas comptabilisé.
- Le règlement permet aux pilotes de se relayer sur une même voiture, les points éventuellement acquis étant alors perdus pour pilotes et constructeur[3].

| Pos. | Pilote              | Écurie           | Points | ARG | MON | NL | 500 | BEL | FRA | GBR | ALL | POR | ITA | MAR |
| ---- | ------------------- | ---------------- | ------ | --- | --- | -- | --- | --- | --- | --- | --- | --- | --- | --- |
| 1    | Stirling Moss       | Cooper & Vanwall | 17     | 8   | -   | 9* |     |     |     |     |     |     |     |     |
| 2    | Luigi Musso         | Ferrari          | 12     | 6   | 6   | -  |     |     |     |     |     |     |     |     |
| 3    | Maurice Trintignant | Cooper           | 8      | -   | 8   | -  |     |     |     |     |     |     |     |     |
|      | Harry Schell        | BRM              | 8      | -   | 2   | 6  |     |     |     |     |     |     |     |     |
| 5    | Mike Hawthorn       | Ferrari          | 7      | 4   | 1*  | 2  |     |     |     |     |     |     |     |     |
| 6    | Jean Behra          | Maserati & BRM   | 6      | 2   | -   | 4  |     |     |     |     |     |     |     |     |
| 7    | Peter Collins       | Ferrari          | 4      | -   | 4   | -  |     |     |     |     |     |     |     |     |
|      | Juan Manuel Fangio  | Maserati         | 4      | 4*  | -   | -  |     |     |     |     |     |     |     |     |
| 9    | Jack Brabham        | Cooper           | 3      | -   | 3   | -  |     |     |     |     |     |     |     |     |
|      | Roy Salvadori       | Cooper           | 3      | -   | -   | 3  |     |     |     |     |     |     |     |     |

| Pos. | Écurie        | Points | ARG | MON | NL | 500 | BEL | FRA | GBR | ALL | POR | ITA | MAR |
| ---- | ------------- | ------ | --- | --- | -- | --- | --- | --- | --- | --- | --- | --- | --- |
| 1    | Cooper-Climax | 19     | 8   | 8   | 3  |     |     |     |     |     |     |     |     |
| 2    | Ferrari       | 14     | 6   | 6   | 2  |     |     |     |     |     |     |     |     |
| 3    | Vanwall       | 8      | -   | -   | 8  |     |     |     |     |     |     |     |     |
|      | BRM           | 8      | -   | 2   | 6  |     |     |     |     |     |     |     |     |
| 5    | Maserati      | 3      | 3   | -   | -  |     |     |     |     |     |     |     |     |

## À noter
- 8e victoire en championnat du monde pour Stirling Moss.
- 4e victoire en championnat du monde pour Vanwall en tant que constructeur.
- 4e victoire en championnat du monde pour Vanwall en tant que motoriste.